# Rupa (Chorwacja)
Rupa – wieś w Chorwacji, w żupanii primorsko-gorskiej, w gminie Matulji. W 2011 roku liczyła 349 mieszkańców.